# Là-bas (Lied)
Là-bas (französisch für ‚dort‘ bzw. ‚dorthin‘) ist ein Lied des französischen Sängers und Komponisten Jean-Jacques Goldman aus seinem fünften Album Entre gris clair et gris foncé. Das Duett mit der britischen Sängerin Sirima, das 1987 als Single ausgekoppelt wurde, war vier Wochen lang auf Platz 2 der französischen Hitparade. Auch heute noch ist es beliebt, sowohl in Frankreich als auch außerhalb.

## Hintergrund
1987 war das Stück fertig, und Goldman suchte eine weibliche Stimme, um die Aufnahmen zu beenden. Philippe Deletrez, ein Freund von Goldmans Saxophonist Philippe de Lacroix-Herpin (genannt Pinpin), hatte Sirima beim Singen in der Pariser Métro entdeckt und Goldman empfohlen, sich mit ihr zu treffen. Nach mehreren Proben im Studio entschied sich Goldman letztlich dafür, das Duett mit ihr einzuspielen.

## Text und Musik
Das Lied behandelt „das Verlangen nach Ausbruch aus der Realität und das Dilemma, das sich auftut, wenn man sich zwischen einem Neuanfang im Leben und dem Verlust seiner Lieben entscheiden muss“. Während Goldman losziehen will, ein einträglicheres Leben anzufangen, fleht Sirima, welche „die Stabilität, Verwurzelung und Gewohnheit“ personifiziert, ihn an, bei ihr zu bleiben und eine Familie zu gründen. Das Stück ist als Dialog konzipiert, der in zwei Monologen endet, in denen „der eine entschieden ist, wohingegen der andere weiter fleht“.
Die Nummer wurde auch unter dem Titel Over There aufgenommen, um im angelsächsischen Sprachraum Bekanntheit zu erlangen. Radio Canada wählte das Stück aufgrund des Hörervotums zum besten französischsprachigen Lied des Jahres (Meilleure Chanson Francophone de l’Année).
In einem Interview erklärte Goldman, er habe eine Reminiszenz an Là-bas geschaffen, indem er eine seiner Zeilen im Stück On ira seines 1997er Albums En passant verwendete.

## Kommerzieller Erfolg
Das Lied stieg in den französischen Top 50 bis auf Platz 2. Insgesamt hielt sich das Lied 21 Wochen in den Charts und verkaufte sich 500.000 Mal, wofür es eine Goldene Schallplatte erhielt. Es konnte Étienne von Guesch Patti und Boys (Summertime Love) von Sabrina, die nacheinander auf Platz 1 waren, aber nicht verdrängen.
| ChartsChartplatzierungen | Höchstplatzierung | Wochen |
| ------------------------ | ----------------- | ------ |
| Frankreich (SNEP)        | 2 (22 Wo.)        | 22     |

Auszeichnungen für Musikverkäufe

| Land/Region       | Auszeichnungen für Musikverkäufe (Land/Region, Auszeichnung, Verkäufe) | Verkäufe |
| ----------------- | ---------------------------------------------------------------------- | -------- |
| Frankreich (SNEP) | Gold                                                                   | 500.000  |
| Insgesamt         | 1× Gold ·                                                              | 500.000  |

## Sonstiges
Bei den Studioaufnahmen saß Phil Collins am Schlagzeug. Sirima wurde 1989 ermordet; Goldman lässt bei Live-Auftritten häufig das Publikum deren Part singen, es gab aber auch Auftritte mit ihm und anderen Sängerinnen wie z. B. Céline Dion.

## Formate und Liedliste
Vinylausgabe:

1. Là-bas – 4:46

2. À quoi tu sers ? – 5:29

Maxi:

1. Là-bas (version longue) – 6:08

2. À quoi tu sers ? – 5:29

Single:

1. Là-bas – 4:46

2. À quoi tu sers ? – 5:29

3. Entre gris clair et gris foncé – 7:19

## Neuauflagen
In den folgenden Jahren wurde der Titel von zahlreichen Künstlern neu eingespielt. Einige davon sind:

- 1992: Fredericks Goldman Jones live (erhältlich auf dem Live-Album des Trios Sur scène)
- 1996: Michel Delpech, Les Enfoirés (Duo, zusammen mit Céline Dion, auf dem Album Les Enfoirés la compil’)
- 1998: Murray Head und Lio, Corey Hart und Julie Masse auf dem Album Jade von Corey Hart
- 2000: Renaud Hantson und Nourith, Michel Leclerc (Instrumentalversion), Hélène Ségara und Bruno Pelletier (Tapis Rouge à Notre-Dame de Paris, Fernsehsendung auf France 2 am 15. April 2000)
- 2002: Florent Pagny und Natasha Saint-Pier (auf dem Album De l'amour le mieux von Natasha Saint-Pier, sowie 2 von Florent Pagny), Daniel Lévi und Cécilia Cara (Tubes d'un jour, tubes de toujours, Fernsehsendung vom 27. Dezember 2002 auf TF1)
- 2003: Philippe Heuveline und Marc Rouvé
- 2004: Humana, Prise 2 Son (Album Un autre monde)
- 2007: Grégory Lemarchal (vom posthum erschienenen Album La voix d'un ange)